# Apokryferna

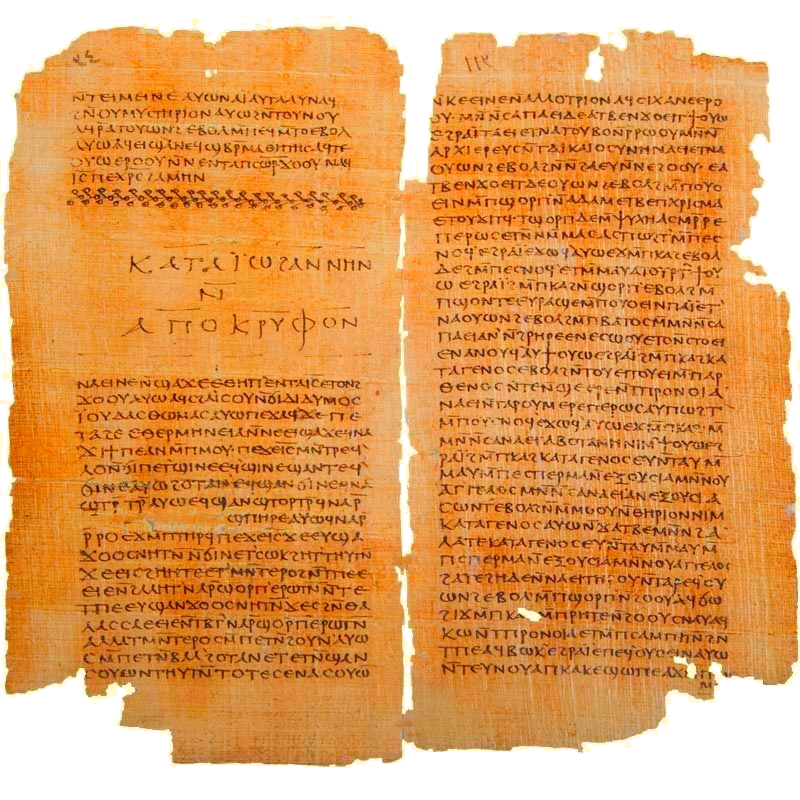
Inledningen på Tomasevangeliet i kodex II från Nag Hammadi. Koptiska, sannolikt första halvan av 300-talet.

Apokryfer, från grekiskans απόκρυφος (apokryfos) som betyder gömd, fördold, svårbegriplig, är texter som är ungefär samtida med Bibelns böcker och som ofta blivit lästa och använda i samma kretsar som använt Bibeln. Men av olika orsaker har de antingen inte fått samma kanoniska status som bibelböckerna eller rentav blivit förklarade som heretiska av den tidiga kyrkan.
Generellt kan sägas att de apokryfer som hör till tiden för det Gamla Testamentets böcker erhöll en högre status inom den tidiga kyrkan (se deuterokanoniska böcker) medan de apokryfer som tillhör tiden för Nya Testamentet oftast blev förklarade som kätterska då de användes inom andra (idag försvunna) trosriktningar som till exempel gnosticism och uttrycker läror som inte var förenliga med den tidiga kyrkans tro. (Se nytestamentliga apokryfer)

## Texternas användning
De första grekisktalande kristna använde dåtidens grekiska översättning av judarnas heliga skrifter, Septuaginta. Denna koinegrekiska översättning skiljer sig från den hebreiska bibeln. För en jämförelse se Gamla Testamentets kanon.
Martin Luther menade däremot att dessa böcker visserligen var bibelböcker och god och nyttig läsning, men inte sådan "helig Skrift" med vilken bindande kyrkolära kan fastslås. De innehöll dock i hans ögon moraliska föredömen. Både lutheraner och anglikaner läser apokryferna i den offentliga gudstjänsten. De senare menar att syftet med apokryferna är att undervisa i etik, men inte att fastslå bindande kyrkolära. Jean Calvin avvisade dessa skrifter helt.

## Inom olika kyrkor

### Evangelisk-lutherska apokryfer
I Martin Luthers kyrkobibel från 1534 ingick det deuterokanoniska böcker, men också Manasses bön, som ingick i den latinska bibelöversättningen Vulgata. Den romersk-katolska och den ortodoxa Bibeln räknar inte Manasses bön till de deuterokanoniska skrifterna. Svenska kyrkobiblar har följt Luthers omfattning av apokryferna, eftersom Svenska kyrkan är en evangelisk-luthersk kyrka.

### Anglikanska apokryfer
I anglikanska kyrkobiblar ingår alla ovanstående skrifter, dessutom Tredje Esra och Fjärde Esra, vilka också ingick i den latinska bibelöversättningen Vulgata. Den romersk-katolska kyrkan räknar inte dessa till de deuterokanoniska skrifterna.

### Pseudepigrafer
Utöver de omtvistade skrifterna i Septuaginta finns ytterligare ett antal skrifter som brukar kallas pseudepigrafer av protestanter, och apokryfer av katoliker. Några av dessa ingår i den Etiopisk-ortodoxa kyrkans kanon. Exempel på några gammaltestamentliga pseudepigrafer är:
- Aristeasbrevet
- Henoksböckerna
- Jesajas himmelsfärd
- Jubileerboken
- Tredje Mackabeerboken
- Fjärde Mackabeerboken
- Psalm 151
- Salomos psalmer

## Gamla och nya testamentets apokryfer

### Gamla Testamentet
De apokryfiska tilläggen Gamla Testamentet betraktas olika inom olika kristna kyrkor. Ortodoxa kyrkor betraktar dessa skrifter som kanoniska, romersk-katolska kyrkan betraktar dem som deuterokanoniska, lutherska kyrkor räknar dem som "god och nyttig läsning" och reformerta kyrkor räknar dem inte till Bibeln överhuvudtaget. De ingår i bibelöversättningen Bibel 2000, men inte i Svenska Folkbibeln.
- Tobit
- Judit
- Ester enligt den grekiska texten
- Första Mackabeerboken
- Andra Mackabeerboken
- Salomos vishet
- Jesus Syraks vishet
- Baruk
- Jeremias brev
- Tillägg till Daniel
- Manasses bön

### Nytestamentliga apokryfer
Nytestamentliga apokryfer är kristna skrifter, ibland gnostiskt inspirerade, som inte räknas som kanoniska inom de kristna kyrkorna. De är skrivna från mitten av 100-talet och framåt. Vissa nytestamentliga apokryfer bevarades som legendläsning eller nöjesläsning i den medeltida västkyrkan eller bland östortodoxt kristna. Så är exempelvis fallet med Jakobs protevangelium, Petrusakterna och Thomas barndomsevangelium. 
Skrifter av detta slag som inte hade ett ortodoxt innehåll kopierades däremot inte. I Egypten grävdes några av dem ner i ökensanden, där de bevarades till eftervärlden. Några av dessa avskrifter, Codex Brucianus, Codex Askewianus och Papyrus Berolinensis/Akhmim-codexen, hittades på 1700- och 1800-talen. Andra upptäcktes först på 1900-talet, exempelvis böckerna i Nag Hammadi-biblioteket som återfanns år 1945. Dessa fynd har dramatiskt ökat vår kunskap om dessa skrifter.